# Nombre de Markstein
Dans les études de combustion le nombre de Markstein a été introduit par George H. Markstein en 1951 pour donner un critère de déclenchement de l'instabilité de Darrieus-Landau. Il est le rapport entre la longueur de Markstein, en l'occurrence la longueur d'onde sonore utilisée pour agir sur la flamme, et l'épaisseur de celle-ci :
{\displaystyle {\mathcal {M}}={\frac {\mathcal {L}}{\delta _{L}}}}
où {\displaystyle {\mathcal {L}}} est la longueur de Markstein et {\displaystyle \delta _{L}} est l'épaisseur caractéristique de la flamme laminaire.
D'une façon plus générale la longueur de Markstein {\displaystyle {\mathcal {L}}} caractérise la topologie du front de flamme, étirement et courbure, phénomènes agissant sur la vitesse de combustion. Il est donc possible de définir plusieurs nombres de Markstein, chacun lié à un phénomène.

## Formule de Clavin–Williams
Le nombre de Markstein relatif au mélange de gaz non brûlés a été dérivé par Paul Clavin et Forman Williams en 1982, en utilisant l'asymptotique des grandes énergies d'activation,. La formule a été étendue pour inclure la dépendance en température des conductivités thermiques par Paul Clavin et Pedro Luis Garcia Ybarra en 1983. La formule de Clavin-Williams est donnée par, :
{\displaystyle {\mathcal {M}}={\frac {r}{r-1}}{\mathcal {J}}+{\frac {\beta (Le_{\mathrm {eff} }-1)}{2(r-1)}}{\mathcal {I}}}
où
{\displaystyle {\mathcal {J}}=\int _{1}^{r}{\frac {\lambda (\theta )}{\theta }}d\theta ,\quad {\mathcal {I}}=\int _{1}^{r}{\frac {\lambda (\theta )}{\theta }}\ln {\frac {r-1}{\theta -1}}\,d\theta }
Ici
| {\displaystyle r={\frac {\rho _{u}}{\rho }}>1}                | est le coefficient de détente défini par le rapport des masses volumiques ;                                                                 |
| {\displaystyle \beta }                                        | est le nombre de Zeldovitch ; |
| {\displaystyle Le_{\mathrm {eff} }}                           | est le nombre de Lewis effectif du réactif en quantité inférieure à la stœchiométrie (carburant ou comburant ou une combinaison des deux) ; |
| {\displaystyle \lambda (\theta )=\rho D_{T}/\rho _{u}D_{T,u}} | est le rapport du produit masse volumique-conductivité thermique à sa valeur dans le gaz imbrûlé ;                                          |
| {\displaystyle \theta =T/T_{u}}                               | est le rapport entre la température et celle dans du gaz imbrûlé, défini de telle sorte que {\displaystyle 1\leq \theta \leq r}.            |

La fonction {\displaystyle \lambda (\theta )}, dans la plupart des cas, est simplement donnée par {\displaystyle \lambda =\theta ^{n}}, où {\displaystyle n\approx 0.7}, auquel cas nous avons :
{\displaystyle {\mathcal {J}}={\frac {1}{n}}(r^{n}-1),\quad {\mathcal {I}}={\frac {1}{n}}(r^{n}-1)\ln(r-1)-\int _{1}^{r}\theta ^{n-1}\ln(\theta -1)d\theta }
Dans l'hypothèse du coefficient de transport constant, {\displaystyle \lambda =1}, auquel cas :
{\displaystyle {\mathcal {J}}=\ln r,\quad {\mathcal {I}}=-\operatorname {Li} _{2}(1-r)}
où {\displaystyle \operatorname {Li} _{2}} est le dilogarithme.

## Deuxième nombre de Markstein
En général, le nombre de Markstein pour les effets de courbure {\displaystyle {\mathcal {M}}_{c}} et les effets de déformation {\displaystyle {\mathcal {M}}_{s}} ne sont pas les mêmes dans les flammes réelles, Dans ce cas, on définit un deuxième nombre de Markstein comme :
{\displaystyle {\mathcal {M}}_{2}={\mathcal {M}}_{c}-{\mathcal {M}}_{s}}